# 埃迪·卡尔沃

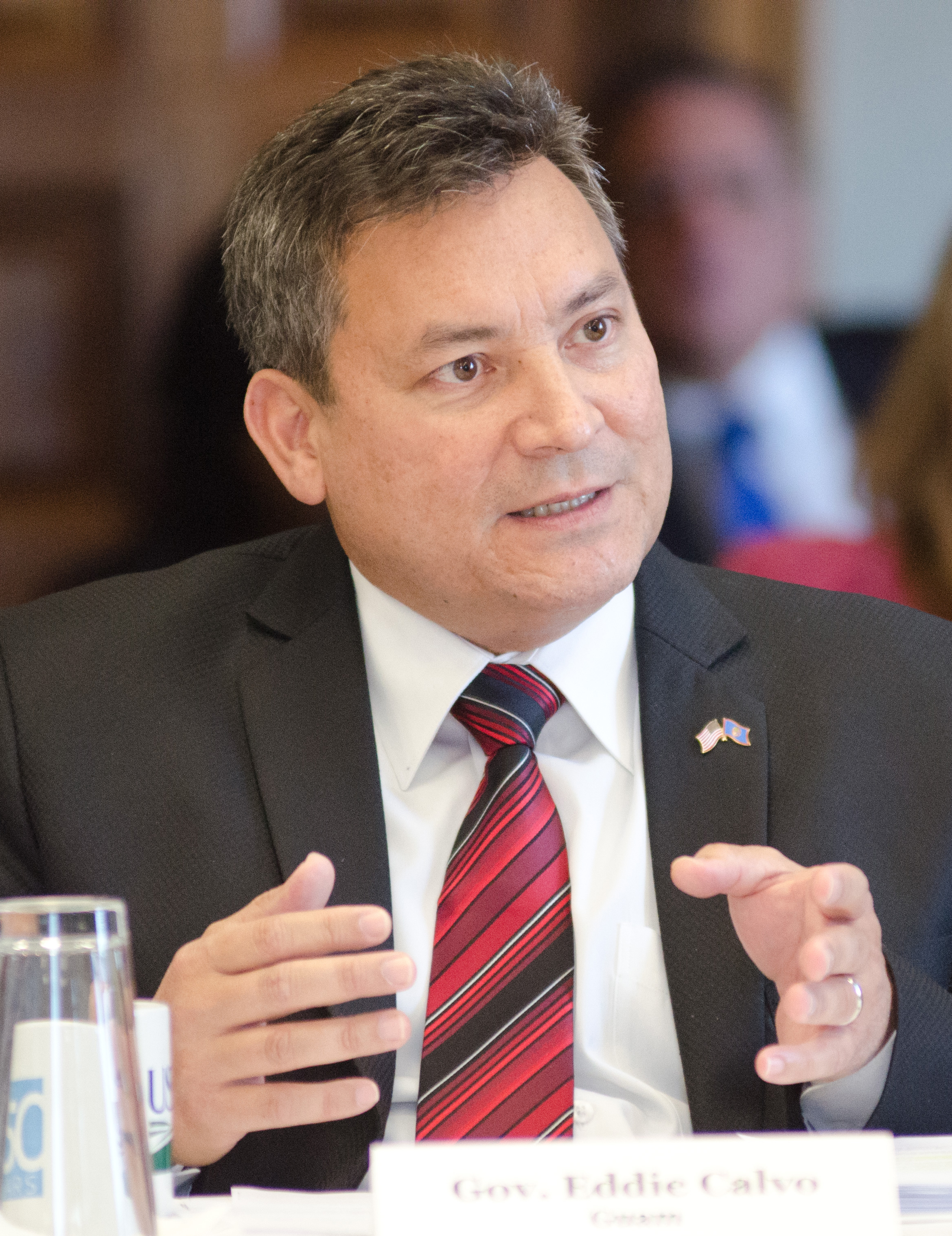

埃迪·巴萨·卡尔沃（英語：Eddie Baza Calvo；1961年8月29日—），美国属地关岛政治人物，2011年1月至2019年1月担任关岛总督。

## 生平
1961年8月，卡尔沃生于关岛塔穆宁，为前关岛总督保罗·麦克唐纳·卡尔沃（Paul McDonald Calvo，1979年至1983年担任总督）之子。1999年，担任关岛议会参议员。